# Aline Ferreira
Aline da Silva Ferreira (ur. 18 października 1986) – brazylijska zapaśniczka. Dwukrotna olimpijka. Zajęła dziewiąte miejsce w Rio de Janeiro 2016 w kategorii 75 kg i czternaste w Tokio 2020 w kategorii 76 kg.
Wicemistrzyni świata w 2014. Srebrna medalistka igrzysk panamerykańskich w 2011 i 2019; brązowa w 2015. Zdobyła dziewięć medali mistrzostw panamerykańskich, srebro w 2011 i 2017. Triumfatorka igrzysk Ameryki Południowej w 2014 i druga w 2018. Mistrzyni Ameryki Południowej w 2009 i 2012. Ósma na igrzyskach wojskowych w 2019. Złota medalistka na wojskowych mistrzostwach świata w 2014 i 2016 roku.